# Centropogon carnosus
Centropogon carnosus är en klockväxtart som beskrevs av Alexander Zahlbruckner. Centropogon carnosus ingår i släktet Centropogon och familjen klockväxter. Inga underarter finns listade i Catalogue of Life.